# Communauté de communes du Taravu
La Communauté de communes du Taravo est une ancienne communauté de communes française, située dans le département de la Corse-du-Sud et la région Corse.

## Histoire
- Créé en 1996, le regroupement économique de la communauté de communes du Taravo est situé dans la micro région du Taravo.
- 31 décembre 2016 : la communauté de communes est scindée en deux. Les communes d'Argiusta-Moriccio, Casalabriva, Moca-Croce, Petreto-Bicchisano et Sollacaro sont rattachées à la communauté de communes du Sartenais-Valinco et les quatorze autres rejoignent la communauté de communes de la Pieve de l'Ornano.

## Composition
Elle regroupait 19 communes :
| Nom                        | Code Insee | Gentilé       | Superficie (km2) | Population (dernière pop. légale) | Densité (hab./km2) |
| -------------------------- | ---------- | ------------- | ---------------- | --------------------------------- | ------------------ |
| Petreto-Bicchisano (siège) | 2A211      |               | 39,27            | 553 (2014)                        | 14                 |
| Argiusta-Moriccio          | 2A021      |               | 10,30            | 77 (2014)                         | 7,5                |
| Casalabriva                | 2A071      | Casalabrivais | 15,92            | 193 (2014)                        | 12                 |
| Ciamannacce                | 2A089      |               | 25,11            | 132 (2014)                        | 5,3                |
| Corrano                    | 2A094      | Corranais     | 12,69            | 84 (2014)                         | 6,6                |
| Cozzano                    | 2A099      | Cozzanais     | 25,59            | 282 (2014)                        | 11                 |
| Forciolo                   | 2A117      |               | 6,88             | 66 (2014)                         | 9,6                |
| Guitera-les-Bains          | 2A133      |               | 14,75            | 148 (2014)                        | 10                 |
| Moca-Croce                 | 2A160      |               | 27,75            | 232 (2014)                        | 8,4                |
| Olivese                    | 2A186      | Olivesains    | 29,64            | 231 (2014)                        | 7,8                |
| Palneca                    | 2A200      | Palnecais     | 43,81            | 164 (2014)                        | 3,7                |
| Pila-Canale                | 2A232      | Canalais      | 18,80            | 290 (2014)                        | 15                 |
| Sampolo                    | 2A268      |               | 7,14             | 59 (2014)                         | 8,3                |
| Serra-di-Ferro             | 2A276      | Sarrafarinchi | 32,77            | 490 (2014)                        | 15                 |
| Sollacaro                  | 2A284      | Sollacarais   | 23,89            | 351 (2014)                        | 15                 |
| Tasso                      | 2A322      |               | 16,67            | 101 (2014)                        | 6,1                |
| Zévaco                     | 2A358      |               | 10,04            | 60 (2014)                         | 6                  |
| Zicavo                     | 2A359      | Zicavais      | 93,02            | 230 (2014)                        | 2,5                |
| Zigliara                   | 2A360      | Zigliarais    | 12,85            | 133 (2014)                        | 10                 |